# Astèrix a Helvècia
Astèrix a Helvècia (títol original en francès: Astérix chez les Helvètes) és el setzè àlbum de la sèrie Astèrix el gal de René Goscinny (guió) i Albert Uderzo (dibuix), publicat en francès per primera vegada a la revista Pilote numero 557 el juliol del 1960.

## Sinopsi
El prefecte de Codante porta una vida plena de luxes a on abunden les orgies, gràcies al fet que desfalca grans quantitats dels tributs que paga la ciutat a Juli Cèsar. Roma, sospitant de l'estafa, envia a un qüestor perquè informi de les possibles irregularitats fiscals a la zona. Aquest és rebut aparentment de manera cordial, però és enverinat. Rebutjant l'atenció dels metges romans, demana ajut al poblet gal.
Després d'examinar-lo, Panoràmix li informa que per a curar-lo necessita un estel d'argent (Edelweiss), una flor que només creix als cims d'Helvècia. En arribar a Helvècia comencen a patir la persecució de les legions, atès que el governador és amic del de Codante i desitja que fracassin. Astèrix i Obèlix aconsegueixen travessar Geneve, el llac Lemanus i, amb l'ajut de diversos helvètics, finalment l'estel d'argent. Al final, Sinusitus és l'únic romà convidat al tradicional sopar nocturn amb què conclouen totes les aventures d'Astèrix.

## Comentaris
- Apareix una referència a uns pirates que "s'han barallat entre ells i s'han enfonsat el seu propi vaixell; en clar record al còmic anterior, La Zitzània.
- Igual que en els seus viatges pel món, els helvecis apareixen caracteritzats per diversos tòpics: la seva obsessió per la neteja, la precisió des rellotges (encara que siguin de sorra), el formatge amb forats, el secret bancari, l'afecció pel muntanyisme i l'obsessió per mantenir la neutralitat i auxiliar a tots els ferits.
- Apareix un edifici monumental on es reuneixen els representants de les tribus per parlar de política (un antic precedent de les Nacions Unides)
- El senyal per tombar el rellotge de sorra és "cu-cut!"
- A l'inici de l'aventura es pot observar una orgia romana que reprodueix diverses escenes de la pel·lícula "Satyricon" (1969) de Federico Fellini.[1]
- Després de trencar una roda del carro en el seu viatge a Helvècia, l'Astèrix i l'Obèlix s'aturen a una estació de servei on els atén un tal Antarix, que és la mascota de la cadena de benzineres francesa Antar. A la versió anglesa se substituí per la mascota de Michelín
- El baquer s'anomena Zurix, per Zúric, ciutat famosa pels seus bancs
- Una seqüència fa aparèixer a Guillem Tell i la poma posada sobre el cap del seu fill
- Els helvècis muntanyencs ja van vestits com de tirolesos (fins i tot amb el barret característic)
- La Fondue és omnipresent a Helvècia.[1]